# Registre vocal
S'anomenen registres vocals cada una de les categories de veus humanes en funció de les tessitures més agudes o més greus que poden cantar. Cada registre, a més, té connotacions expressives, vinculades a la tessitura però també a altres elements.
És un tipus de classificació que afecta quasi exclusivament a la música clàssica i a alguns gèneres de la música escènica no estrictament dins de la tradició clàssica.
Els registres vocals són, d'agut a greu:
Veus femenines:
- Soprano, anomenat també tiple antigament.
- Mezzosoprano
- Contralt

Veus blanques
Veus masculines:
- Contratenor
- Tenor
- Baríton
- Baix

La major part d'aquests registres tenen subdivisions. Sovint s'usa el sistema Fach per a categoritzar-les.

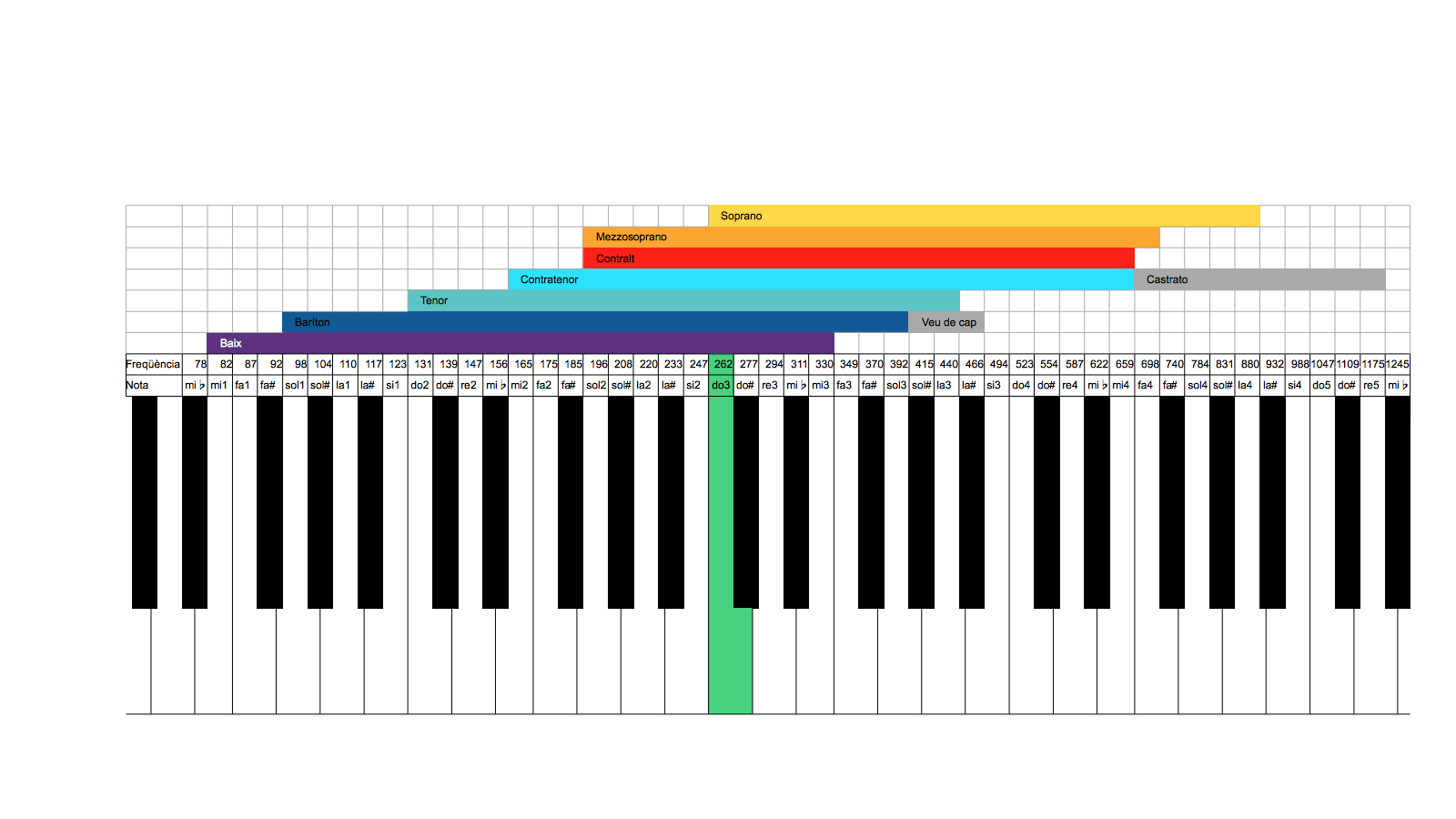
Tessitures més habituals dels diferents registres vocals.